# 名鉄スカーレット

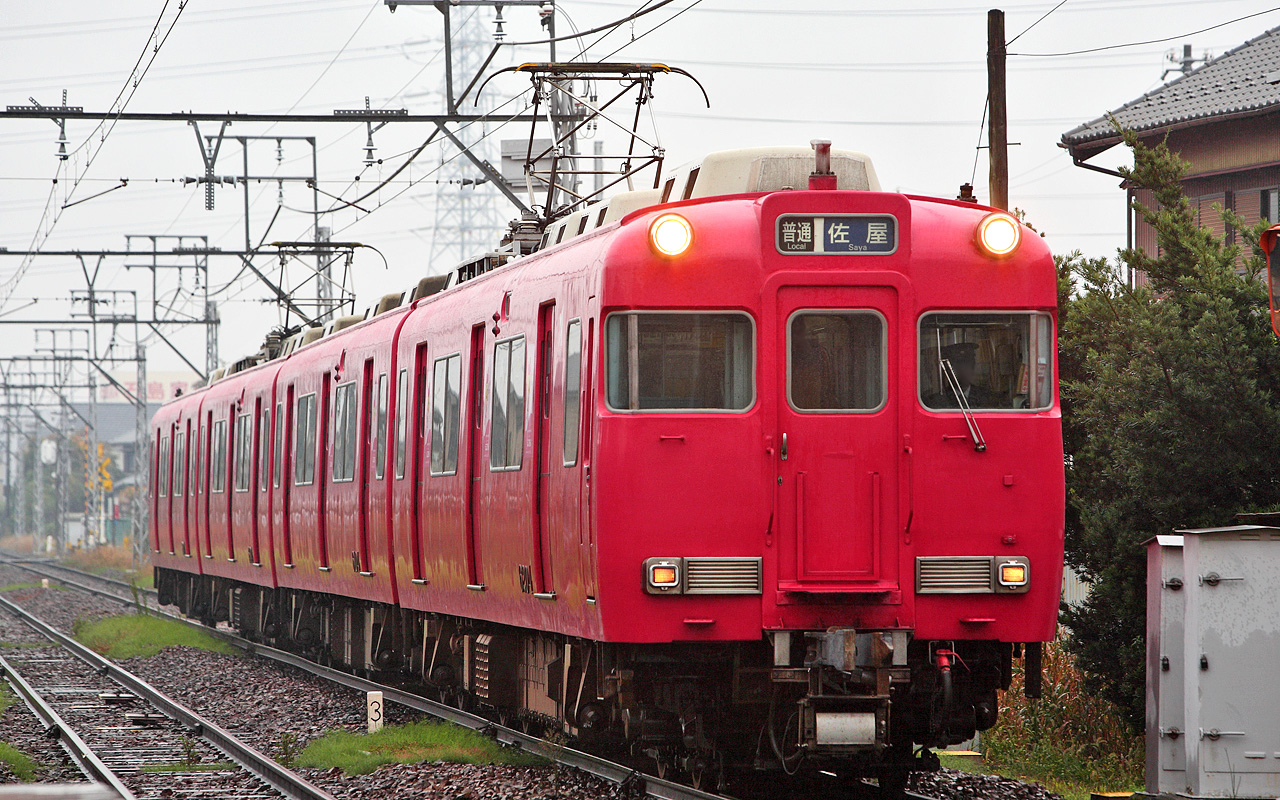
名鉄スカーレット色の6000系電車

名鉄スカーレット（めいてつスカーレット）は、名古屋鉄道（名鉄）が保有する鉄道車両の車体塗色として用いられる色の通称である。スカーレットレッドとも称される。
マンセル値は 5.7R 3.9/14.9 で、日本国有鉄道制定色の赤11号や、JIS慣用色のスカーレットに対して、明度・彩度は類似しているが、赤11号のマンセル値である7.5R 4.3/13.5と比較すると、やや赤紫に寄った色相である。
当初は1961年（昭和36年）に導入された7000系「パノラマカー」の専用塗装として採用され、1970年代中盤以降に名鉄保有車両の標準塗装として一時は全車に普及、「名鉄＝赤い電車」と印象付けるイメージカラーとなった。

## 沿革
名鉄スカーレットは、日本国内向けの鉄道車両において初めて本格的な前面展望席を設けた7000系「パノラマカー」の設計に際して考案された塗色である。考案者は名古屋市在住の洋画家である杉本健吉とされるが、元名鉄社員で鉄道研究家の清水武によると、杉本による7000系車体塗色案は「若草色」と呼ばれる薄緑色であり、名鉄スカーレットは名鉄車両部より発案されたものであったとする。若草色案と名鉄スカーレット案は平行して稟議され、最終的に名鉄スカーレット案が7000系の車体塗色として本採用となり、杉本も落成した7000系の現車を見て「これはいいね」と評したという。当初はスカーレットの塗料が日本国内で調達できなかったため、フランス・デュポン社より塗料を輸入して7000系の車体塗装に用いた。なお、後に塗料は国内での生産開始に伴って国産品に切り替えられている。
名鉄スカーレットは7000系および派生形式である7500系の専用塗装であったが、1968年（昭和43年）より「SR車」と通称されるカルダン駆動車各形式（初代5000系・5200系・5500系）が名鉄スカーレット1色塗装へ順次塗装変更され、その後導入された他形式にも順次普及した。さらに、1975年（昭和50年）の3880系導入を機に、それまでの名鉄においては用途・車内設備の別によって複数の車体塗装が併用されていたのを改め、名鉄スカーレットを名鉄の保有する鉄軌道車両の標準塗装とする方針が策定され、1979年（昭和53年）までに電気機関車など一部の例外を除いて全車が名鉄スカーレット1色塗装で統一された。
1980年代中盤以降、8800系「パノラマDX」・1000系「パノラマスーパー」など、車体の基調色をアイボリー系ないしホワイト系とした優等列車用各形式が導入されたが、帯色には引き続き名鉄スカーレットが用いられた。2000年代以降、一般列車用車両の車体が従来の普通鋼製から無塗装ステンレス鋼製に設計変更された後も、名鉄スカーレットは帯色として採用され、2009年（平成21年）現在、中部国際空港へのアクセス特急「ミュースカイ」専用車両として青系の特別塗装が採用された2000系を除く全車両に広く用いられている。